# Anilios proximus
Anilios proximus är en ormart som beskrevs av Waite 1893. Anilios proximus ingår i släktet Anilios och familjen maskormar. Inga underarter finns listade i Catalogue of Life.
Denna orm förekommer i östra och sydöstra Australien. Den lever i olika landskap. Individerna gräver ofta i myrstackar av myror från släktet Camponotus. De har dessutom larver och puppa av myror från släktet Myrmecia som föda. Honor lägger ägg.
För beståndet är inga hot kända. Hela populationen antas vara stor. IUCN listar arten som livskraftig (LC).